# Wszystkie barwy codzienności
Wszystkie barwy codzienności – powieść Eugeniusza Paukszty z 1961 r.

## Treść
Akcja powieści rozgrywa się piętnaście lat po II wojnie światowej w niewymienionym z nazwy, fikcyjnym miasteczku na ziemi lubuskiej, zlokalizowanym w rejonie Międzyrzecza i Sulechowa, przy drodze na Poznań oraz linii kolejowej. Autor opisuje codzienne losy społeczności zamieszkującej miasto, stanowiącej mieszankę etniczną przybyszów z różnych stron kraju. Poruszana jest tematyka miłosna, społeczna, produkcyjna, a nawet pojawiają się wątki sensacyjne. Przedstawione są problemy trapiące miasteczko, np. powszechne pijaństwo i złodziejstwo, ale też szybki rozwój industrialny. 

## Bohaterowie
Do głównych bohaterów, których losy nieustannie się splatają, należą:
- rodzina Jarugów – matka i rodzeństwo: Tomek, Mila oraz niepełnosprawna Margiśka (wszystkie dzieci były nieślubne),
- rodzina Koniejenków – okrutnie doświadczona w czasie wojny, częściowo wymordowana przez UPA; na nowym miejscu, w wyniku zabrania ziemi pod nową cegielnię, samobójstwo popełnił ojciec – Piotr,
- Józef Dominiak – technik nadzoru budowlanego, ojciec Tomka Jarugi,
- doktor Gollub – kierujący lokalnym szpitalem, oddany ludziom społecznik,
- Maria – przełożona pielęgniarek w szpitalu, pochodząca z Wileńszczyzny, skąd dotarła na ziemię lubuską przez Kraj Krasnodarski,
- Teodor Okińczyc (Kanadyjczyk, Kanadyjec) – zakochany w Marii reemigrant z Kanady, przez część społeczności uważany za podejrzanego kapitalistę (na drodze miłości stała zazdrosna Pola – siostra Marii),
- rodzina Kirgiełłów – o korzeniach, mających sięgać bitwy pod Grunwaldem,
- Kazimierz Łyczywek – kamieniarz, podejrzany o kradzieże poniemieckich nagrobków z lubuskich cmentarzy (dzieci zostały wymordowane przez hitlerowców na Białostocczyźnie),
- Maliniak – kierownik stacji benzynowej, nieformalnego miejsca spotkań społeczności szoferów, miejsca pracy Tomka Jarugi,
- Franciszek Lipski – kolega Okińczyca, zmarły w Kanadzie, chciał osiąść w miasteczku, w którym przebywał wcześniej na robotach przymusowych,
- stara Czmuńkowa – zbieraczka jagód i innych owoców runa leśnego,
- Siwiak – emeryt kolejowy, wędkarz[2].